# Костюшко под Рацлавицами (картина)
«Костюшко под Рацлавицами» (пол. Kościuszko pod Racławicami) — картина польского художника Яна Матейко на исторический сюжет, созданная в 1888 году. Хранится в Национальном музее в Кракове.

## Описание и история картины
Матейко изобразил поле битвы под Рацлавицами в 1794 году, сразу после победы повстанцев над русской армией. Центральный персонаж — руководитель восстания Тадеуш Костюшко, сидящий верхом на коне (моделью в этом случае послужил ксёндз Антоний Грушецкий). Он одет в модный форменный фрак, идентичный тому, что изображен на картине Михала Стаховича «Клятва Костюшко на главной площади». Ещё один герой битвы, Бартош Гловацкий, стоит в правой части картины, положив руку на захваченную в схватке русскую пушку. Слева, одетый в чёрное и верхом на вороном коне, изображён Гуго Коллонтай (хотя его при Рацлавицах не было).
По словам Матейко, два генерала во главе штаба, Антоний Мадалинский и Юзеф Зайончек (в наполеоновской шапке, прислонившийся к дереву), также заслуживали представления. Матейко нарисовал очень красивый дворянский костюм для Стефана Дембовского, который должен был стать преемником в случае смерти Костюшко.